# Сан Ђорђо (Сијена)
Сан Ђорђо је насеље у Италији у округу Сијена, региону Тоскана.
Према процени из 2011. у насељу је живело 44 становника. Насеље се налази на надморској висини од 235 м.